# Provincia di Celendín
La provincia di Celendín è una provincia del Perù, situata nella regione di Cajamarca.

## Geografia antropica

### Suddivisioni amministrative

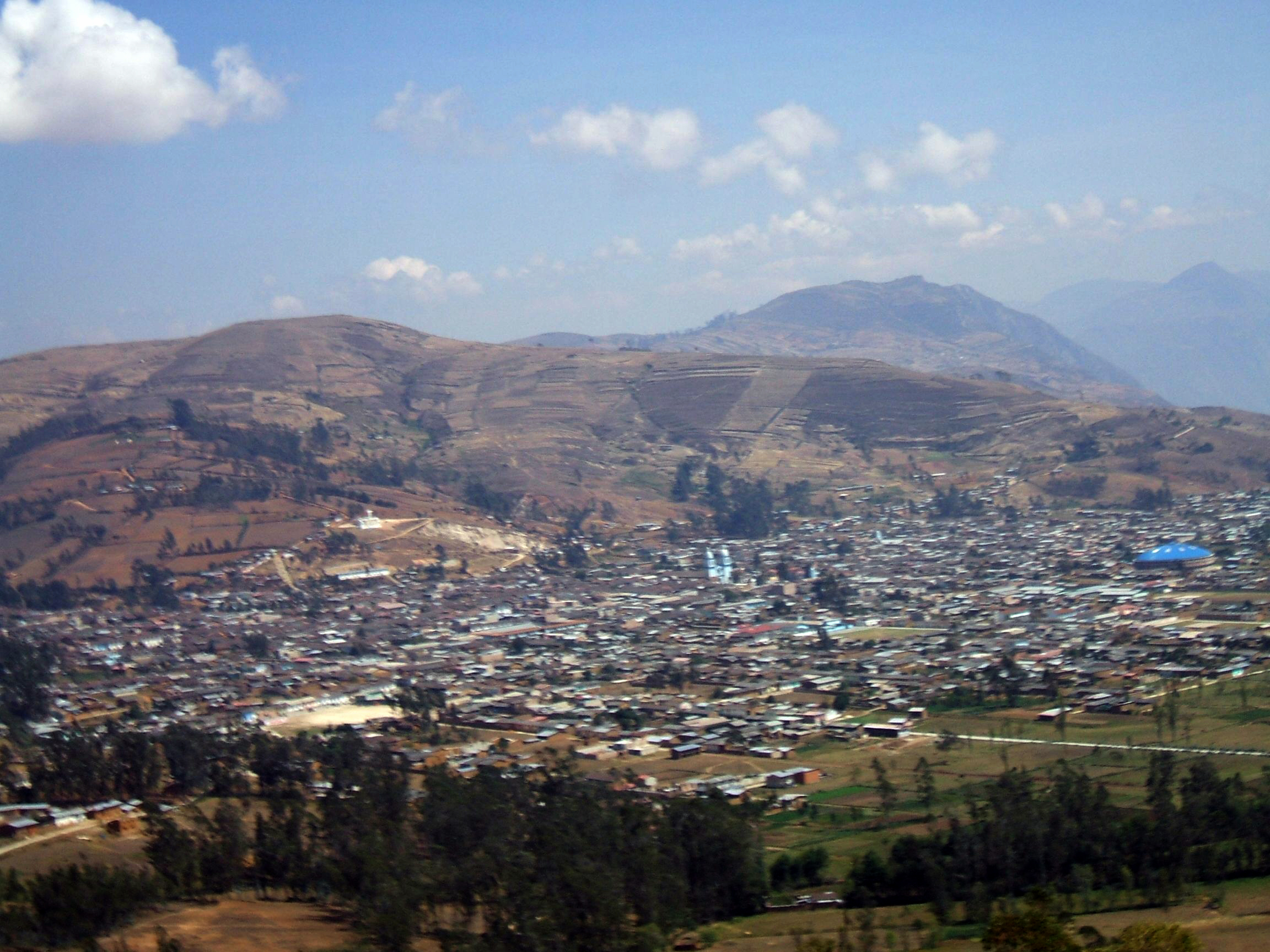
Celendín vista dalla cima dello Jelig

È divisa in 12 distretti (comuni)
- Celendín
- Chumuch
- Cortegana
- Huasmin
- Jorge Chávez
- José Gálvez
- La Libertad de Pallán
- Miguel Iglesias
- Oxamarca
- Sorochuco
- Sucre
- Utco